# Eosimias sinensis
Eosimias sinensis Beard et al., 1994 (in cinese 中华曙猿, "scimmia nana dell'alba"), è una specie di scimmia estinta scoperta in Cina  nelle montagne vicine a Liyang, nella provincia della Manciuria. È la più antica scimmia catarrina finora scoperta.
Si ritiene che la specie sia vissuta 45 milioni di anni fa, nell'Eocene.  L'E. sinensis  era piuttosto piccola, come la più piccola scimmia attuale, la Cebuella pygmaea del Sud America, tanto che poteva stare nel palmo di una mano umana. I suoi denti sono considerati più primitivi di quelli dei più antichi grandi primati africani, incluso l'Algeripithecus. Data la sua struttura fortemente arcaica, alcuni paleontologi ritengono che l'E. sinensis supporti la tesi che i primati si siano sviluppati in Asia invece che in Africa.